# Martin Baum (agente de talentos)
Martin Baum (Nova Iorque, 2 de março de 1924 - 5 de novembro de 2010) foi um agente de talentos norte-americano.